# Olympiakos Nicosia
Olympiakos Nicosia (Græsk: Ολυμπιακός Λευκωσίας, Olympiakos Lefkosias) er en cypriotisk fodboldklub fra hovedstaden Nicosia. Klubben blev grundlagt i 1931 og spiller sine hjemmekampe på GSP Stadion.
Klubben har vundet det cypriotiske mesterskab tre gange, Cyperns pokalturnering én gang og Cyperns super cup én gang.

## Historiske slutplaceringer
| Sæson   | Niveau | Liga            | Placering | Kilde | Notering |
| ------- | ------ | --------------- | --------- | ----- | -------- |
| 2014/15 | 2.     | Second Division | 10.       | [ 1 ] |          |
| 2015/16 | 2.     | Second Division | 4.        | [ 2 ] |          |
| 2016/17 | 2.     | Second Division | 3.        | [ 3 ] |          |
| 2017/18 | 1.     | First Division  | 12.       | [ 4 ] |          |
| 2018/19 | 2.     | Second Division | 2.        | [ 5 ] |          |
| 2019/20 | 1.     | First Division  | p.        | [ 6 ] | pandemin |
| 2020/21 | 1.     | First Division  | 6.        | [ 7 ] |          |
| 2021/22 | 1.     | First Division  | 9.        | [ 8 ] |          |
| 2022/23 | 1.     | First Division  | 14.       | [ 9 ] |          |